# Paulo Aureliano
Paulo Aureliano (em latim: Paulinus Aurelianus; em bretão:  Paol Aorelian ou Saint Pol de Léon; século V, Glamorgan, Gales - século VI, Île-de-Batz), ou Paulo Aurélio, foi um galês do século VI que se tornou o primeiro bispo da Sé de Léon e um dos sete santos fundadores da Bretanha. Ele supostamente morreu em 575, rumores dizem que viveu até a idade de 140 anos, depois de ter sido auxiliado em seus trabalhos por três coadjutores sucessivos. Isso sugere que vários Paulos foram confundidos. Gilbert Hunter Doble pensou que ele poderia ter sido São Paulino de Gales.